# Schloss Heynitz

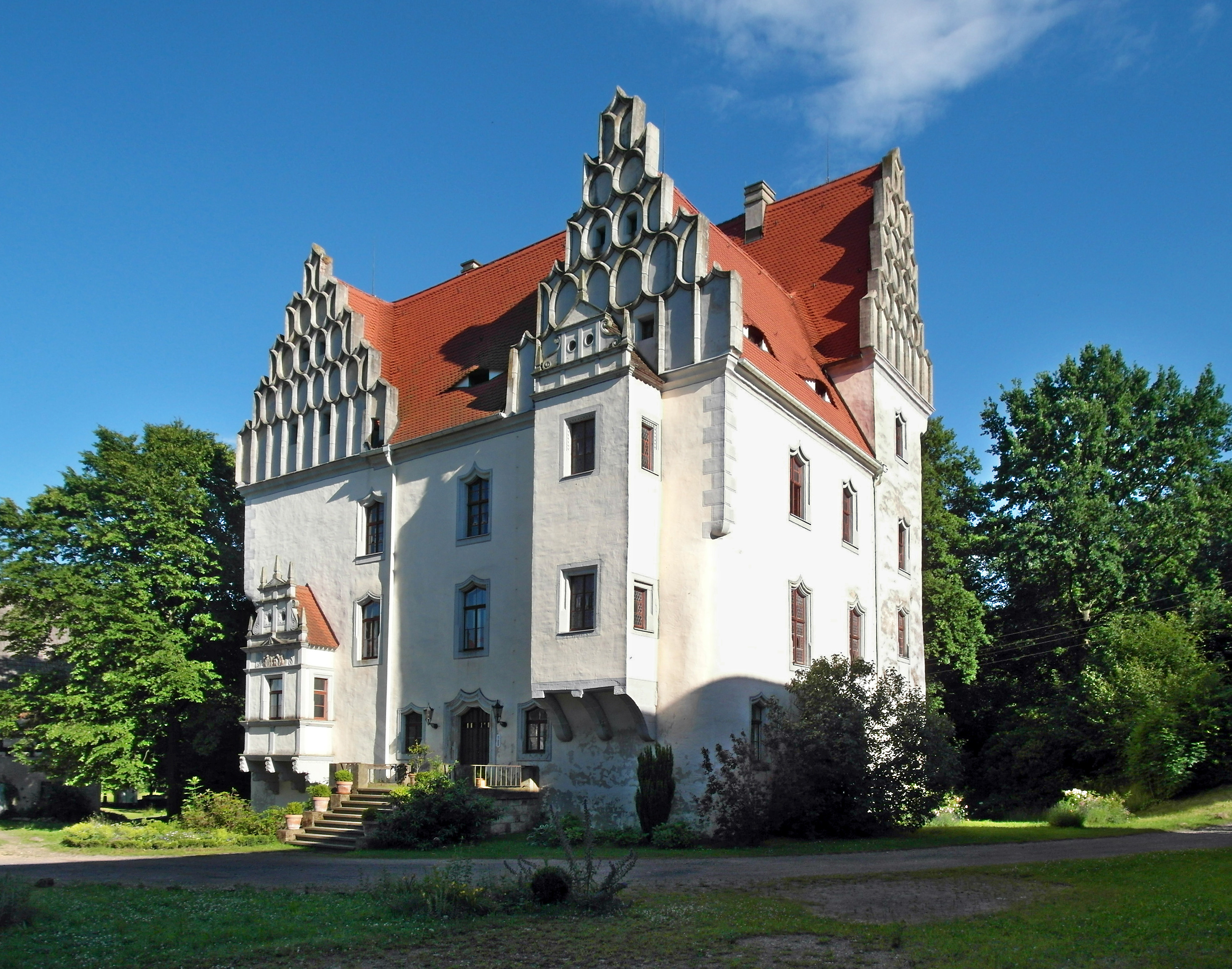
Schloss Heynitz

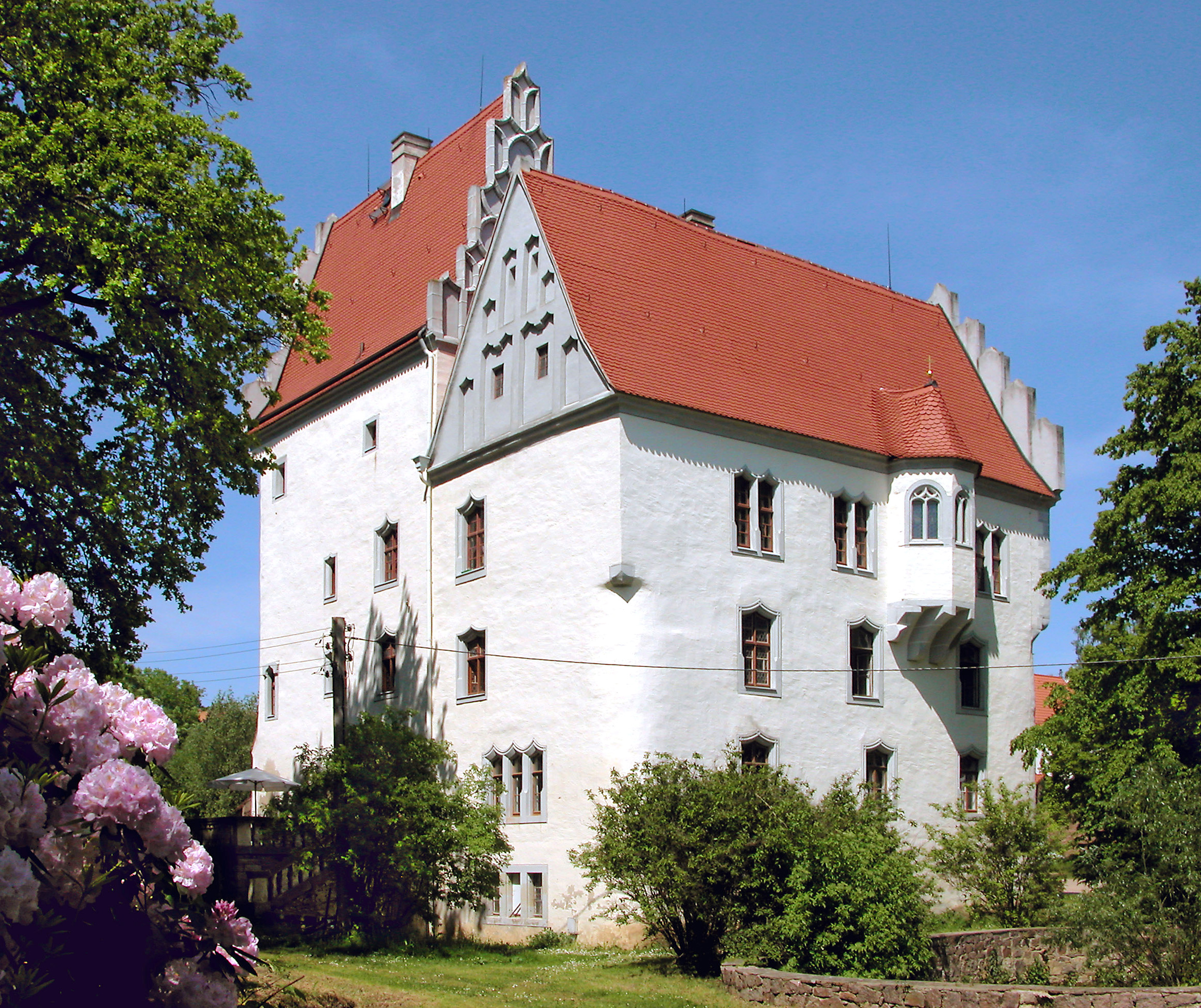
Schloss Heynitz, links ist der mittelalterliche Wohnturm zu erkennen

Schloss Heynitz ist ein kleines Schloss mit Ursprüngen im 10. Jahrhundert. Es liegt im Ortsteil Heynitz der Stadt Nossen im Landkreis Meißen.

## Geschichte
Von der Gründung des Schlosses bis zum Jahr 1945 waren Gebäude, Hof und Ländereien im Besitz der Familie von Heynitz. Das heutige Erscheinungsbild im Übergang von der Spätgotik zur frühen Sächsischen Renaissance ist das Resultat eines grundlegenden Um- und Ausbaus im Jahre 1519 unter Nicolaus von Heynitz, seit 1504 Kanzler und Geheimer Rat des Herzogs Georg des Bärtigen. Der spätgotische Baudekor der Giebel, Vorhangbogenfenster und des Kapellenerkers erinnert an die nahe gelegene Meißner Albrechtsburg. Ein weiterer Ausbau erfolgte laut Inschrift in den 1580er Jahren; dieser Zeit entstammen die beiden Renaissance-Erker.
Nach 1945 wurden die Räume für Schulklassen, Kindergarten, Gemeindeamt und anderes genutzt. Seit 1991 fanden umfangreiche Sanierungsarbeiten statt. 2004 wurden das Schloss und die umliegenden Wirtschaftsgebäude von der Familie von Heynitz (Förderverein Schloss Heynitz e. V.) gemeinsam mit Familie von Watzdorf für 150.000 Euro von der Gemeinde gekauft. Beide Parteien sind hälftige Eigentümer des Ensembles, in dem heute drei Wohnungen und ein Festsaal untergebracht sind. Dr. Eicke von Watzdorf nutzt einen Teil des Gebäudes selbst, während andere Teile als Ferienwohnungen vermietet sind.

## Rittergut
Der Herrensitz Heynitz hatte neben Präsentationsaufgaben auch die Funktion eines klassischen Gutsbetriebes. Mitte der 1920er Jahre gehörten zum Schloss das Rittergut Heynitz mit Grundstücken in der Gemarkung der Stadt Meißen und in Tannenberg. Die Größe gibt das amtlich publizierte Sächsische Güteradressbuch mit 220 ha an. Hinzu gehörte zum Besitztum und ebenso in der Amtshauptmannschaft Meißen gelegen das 163 ha Rittergut Wunschwitz, geführt durch einen beauftragten Verwalter. Letzte Eigentümer waren der Bergamtsassessor Georg von Heynitz, verheiratet mit Elisabeth von Schönberg, folgend ihr Sohn Major Ernst von Heynitz. Aus seiner ersten Ehe mit Johanna von Blankenhagen stammt der letzte Gutsherr auf Heynitz, Dr. jur. Benno von Heynitz (1887–1979), Domherr zu Meißen und Ehrenritter im Johanniterorden.

## Baugeschichte

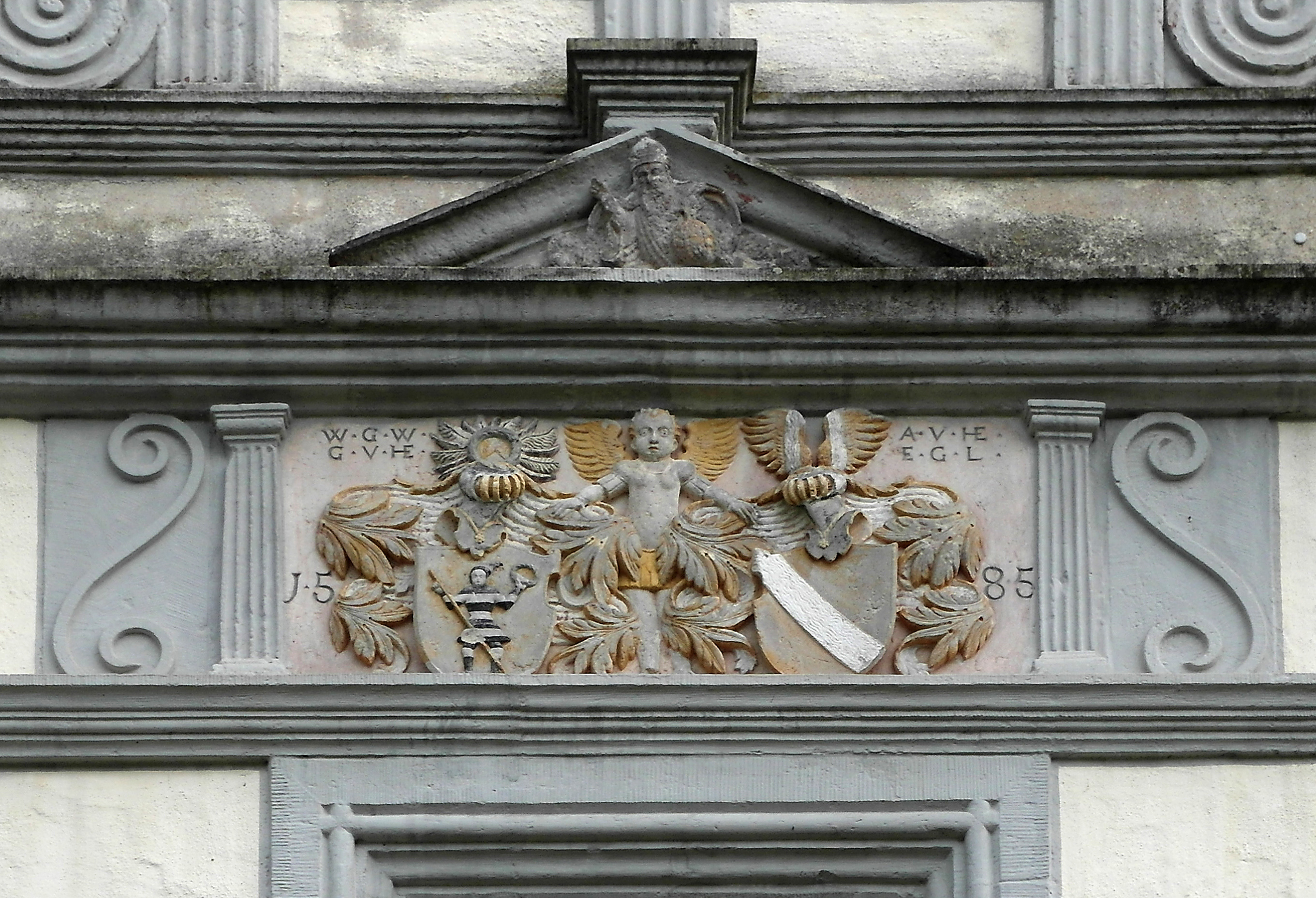
Erker von 1585 mit den Wappen derer von Heynitz und von Lauterbach

Schloss Heynitz wurde (nach einer urkundlichen Erwähnung aus dem Jahre 1005) vermutlich im 10. Jahrhundert als Schutzburg mit einem Wachtturm zwischen Meißen und Wilsdruff errichtet. Die erste Anlage des jetzigen Schlosses dürfte im 12. Jahrhundert eine Pfahlgründung in sumpfigem Gelände des Tales gewesen sein. Ein turmartiges Bauwerk auf quadratförmigem Steinfundament mit aufgesetzter Fachwerkkonstruktion. Schutz bot ein Wall aus einer mehrreihigen Holzpalisade. Man nimmt an, dass im 13. Jahrhundert anstelle der Schutzpfähle eine Ringmauer entstanden ist. Der Wohnturm blieb in seiner äußeren Form erhalten. Im weiteren Verlauf fanden Erweiterungen im Norden statt.

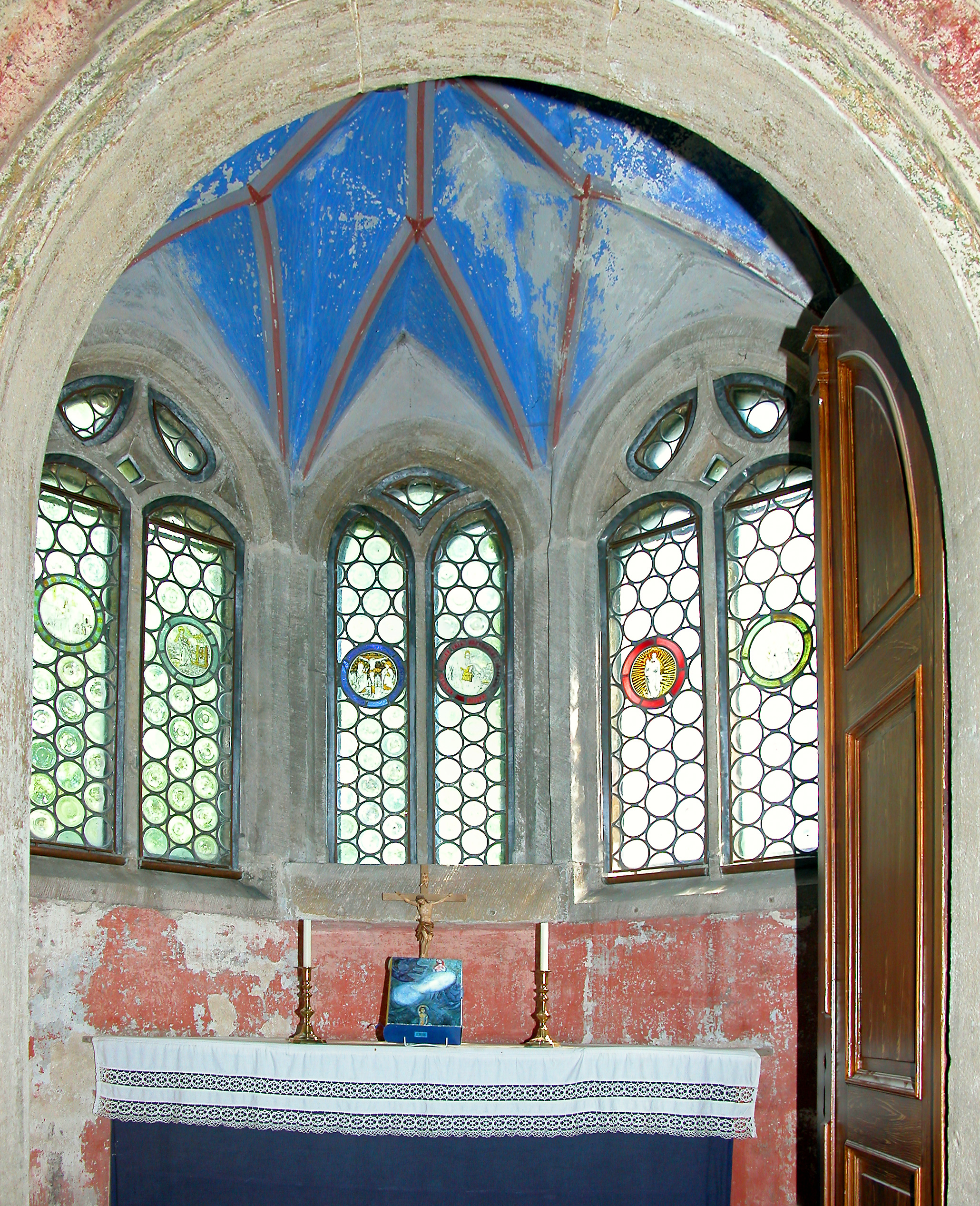
Altar im Kapellenerker

Zwischen 1400 und 1500 wurde die Anlage in Richtung Osten vergrößert, wahrscheinlich entstanden hier auch die beiden Schmuckgiebel am hoch herausragenden Wohnturm. Um 1510 fand der Ausbau des Schlosses nach Süden statt, so dass die Anlage nach allen Seiten – bis auf einen 6 m × 6 m großen Innenhof – geschlossen war. Um der Nordfassade ein ansprechendes Aussehen zu geben, setzte man zwei abgestufte Ziergiebel auf, die – wie die beiden unterhalb der Giebel angebrachten Erker – für die Renaissance typisch sind, jedoch den spätgotischen Dekor der Wohnturm-Giebel aufnehmen. Das Gesamtwerk wurde etwa 1585 vollendet. Bemerkenswert ist der inschriftlich auf das Jahr 1519 datierte spätgotische Kapellenerker mit seinem Zellengewölbe und den zum primären Bestand gehörenden bemalten Bleiglasfenstern.
In den Jahren 1847–1849 fand ein umfangreicher Umbau durch Oberlandbaumeister Karl Moritz Haenel statt. Der Wendelstein im Südosten des Innenhofes wurde abgebrochen und durch ein Treppenhaus ersetzt, das Haupttor mit der Freitreppe angelegt und im Süden der Küchenbau angefügt. Ferner vergrößerte und versetzte man zahlreiche Fenster und Pforten. 1919/20 wurden umfangreiche Verbesserungen in den Wohnräumen durchgeführt: Elektrisches Licht, sanitäre Anlagen, Zentralheizung, Telefonanlage sowie ein kleiner Aufzug wurden eingebaut. 1937–1939 wurde nochmals der östliche Erker von Grund auf renoviert.